# Nogometna reprezentacija Dominike
Dominikanska nogometna reprezentacija je nacionalni nogometni sastav Dominike pod vodstvom Dominikanskog nogometnog saveza. Reprezentacija se smatra jednom od najslabijih u srednjoj Americi te do sada nije nastupila na Svjetskom nogometnom prvenstvu ili kontinentalnom CONCACAF Gold Cupu.
Dominika je ponopravna članica FIFA i CONCACAF – međunarodnih i kontinantalnih nogometnih saveza te nosi Fifin kod - DMA. Također, dominikanska reprezentacija je i članica Karibske nogometne unije (CFU). Službeni domaći stadion reprezentacije je Windsdor Park.

## Širi popis reprezentativaca Dominike
| #         | Pozicija            | Ime                | Datum rođenja       | Klub                      |
| --------- | ------------------- | ------------------ | ------------------- | ------------------------- |
| 1         | vratar              | Glenson Prince     | 17. rujna 1987.     |                           |
|           | vratar              | Owine Oscar        | 25. studenoga 1984. |                           |
| 2         | branič              | Prince Austrie     | 26. studenoga 1974. |                           |
| 3         | branič              | Elmond Derrick     | 10. prosinca 1986.  |                           |
| 6         | branič              | Colin Bernard      | 16. lipnja 1981.    |                           |
| 8         | branič              | Jerome Thomas      | 29. siječnja 1984.  |                           |
| 17        | branič              | Carlvin Cristopher | 4. svibnja 1980.    |                           |
|           | branič              | Hubert Prince      | 26. lipnja 1989.    | Buster Warner             |
|           | branič              | Kurtney McKenzie   | 2. siječnja 1984.   | Sagicor South East United |
| 7         | vezni               | Wayne George       | 6. siječnja 1980.   |                           |
| 13        | vezni               | Donan Jervier      | 4. studenoga 1989.  | Bath Estate               |
| 14        | vezni               | Glensworth Elizee  | 9. studenoga 1989.  |                           |
| 15        | vezni               | Kelrick Walters    | 6. studenoga 1989.  |                           |
| 16        | vezni               | Chad Bertrand      | 19. prosinca 1986.  |                           |
| 19        | vezni               | Rascid Bertrand    | 2. studenoga 1982.  |                           |
|           | vezni               | Kerry Alleyne      | 15. prosinca 1983.  | Harlem United             |
|           | vezni               | Leo George         | 16. veljače 1983.   | Sagicor South East United |
| 9         | napadač             | Lester Langlais    | 21. veljače 1984.   |                           |
| 10        | napadač             | Mitchell Joseph    | 2. rujna 1986.      |                           |
| 11        | napadač             | Joel Roberts       | 18. kolovoza 1991.  |                           |
| 12        | napadač             | Kurlson Benjamin   | 7. prosinca 1984.   | Bath Estate               |
| 18        | napadač             | Cheston Dangleben  | 14. rujna 1987.     |                           |
| Izbornik: | Christopher Ericson |                    |                     |                           |

## Izbornici Dominike kroz povijest
| Izbornik            | Razdoblje     |
| ------------------- | ------------- |
| Helmut Kosmehl      | 2000.         |
| Don Leogal          | 2004. – 2008. |
| Alex Penny          | 2008.         |
| Christopher Ericson | 2009. – danas |